# Оркестр Гленна Миллера
Орке́стр Гле́нна Ми́ллера (англ. Glenn Miller Orchestra) — джазовый оркестр (биг-бэнд), основанный Гленном Миллером в 1937 году. После гибели Миллера носит его имя и существует по сей день.

## История
Особую популярность этот биг-бэнд приобрёл за уникальное звучание и запоминающиеся композиции, ставшие классикой оркестрового джаза и хитами стиля свинг. Среди них такие легендарные темы, как «Moonlight Serenade», «In the Mood», «Tuxedo Junction», «Chattanooga Choo Choo» и «I've Got a Gal in Kalamazoo». Миллеру и его коллегам по коллективу принадлежит авторство ряда новшеств и характерных приёмов в аранжировке и исполнительской практике больших джаз-оркестров. Вместе со своим руководителем миллеровский бэнд снимался (и участвовал в записи саундтреков) в фильмах «Серенада солнечной долины» (1941) и «Жёны оркестрантов» (1942).
После гибели Миллера во время перелета из Лондона в Париж 15 декабря 1944 года оркестр перешёл под управление певца и саксофониста Текса Бенеке (англ. Tex Beneke), ближайшего друга Миллера. Через несколько лет наследники Миллера расстались с Бенеке и после небольшой паузы наняли в 1956 г. нового руководителя — Рэя МакКинли, барабанщика из военного музыкального коллектива Миллера.
С тех пор оркестр продолжает записывать и исполнять композиции под управлением разных дирижёров, среди которых были знаменитые кларнетисты Бадди ДеФранко и Пинатс Хако. Наиболее продолжительный период - дважды в 80х гг. и далее до конца первой декады нового столетия оркестр возглавлялся тромбонистом Ларри О’Брайеном. Одной из наиболее заметных работ этого времени стала запись альбома рождественских мелодий в миллеровском стиле. В 2012 г. коллектив перешёл под начало крунера Ника Хильшера.

## Три оркестра
Из-за невозможности вживую сыграть чрезвычайно популярную музыку Гленна Миллера для всех желающих на всём земном шаре было создано ещё три лицензионных оркестра, разделившие «сферы компетенций» в вопросе гастролей по странам Старого Света: Glenn Miller Orchestra UK под управлением Рэя Маквея (Ray McVay) существует с 1985 года, Glenn Miller Orchestra (Scandinavia) под управлением Яна Слотенаса (Jan Slottenas) получил лицензию 1 июля 2010 года и, наконец, Glenn Miller Orchestra Europe под управлением Вила Салдена (Wil Salden) существует с 1990 года. В частности, по России и постсоветским странам гастролирует именно Glenn Miller Orchestra Europe, имеющий c 2007 года исключительное право на данные территории; за это время им были даны почти 200 концертов.

## Произведения
Знаменитые музыкальные композиции из репертуара оркестра Гленна Миллера:
- В настроении / «англ. In the Mood»,
- Перекрёсток «Смокинг» / «англ. Tuxedo Junction»,
- Песня «Поезд на Чаттанугу» (Чаттануга Чу-чу) / «англ. Chattanooga Choo Choo» из фильма Серенада Солнечной долины.
- Серенада лунного света (Мунлайт серенэйд) / «англ. Moonlight Serenade», Гленн Миллер.
- Маленький коричневый кувшинчик / «англ. Little Brown Jug»,
- Пенсильвания 6-5000 / «англ. Pennsylvania 6-5000».

## Состав оркестра в 2009 г.
- Ларри О’Брайен, тромбон, дирижёр
- Джулия Рич, вокал
- Райн Гарфи, вокал
- Кэвин Шихан, альт саксофон (первый)
- Брайан Венте, альт саксофон
- Скотт Ван Домель, тенор саксофон
- Грегори Пфлю, тенор саксофон
- Фил Лоренц, баритон, альт/саксофон и кларнет
- Эшли Холл, труба (первая)
- Стэфен Форс, труба
- Джо Бадачевски, труба
- Кайл Симпсон, труба
- Джордж Ренье III, тромбон (первый)
- Крис Фортнер, тромбон
- Стив МакКалум, тромбон (третий)
- Джейсон Беннет, бас тромбон
- Натаниэль Шафер, пианино
- Джастин Уотт, ударные
- Барт Делани, бас